# Hóquei em patins
O hóquei em patins é um desporto coletivo que se joga num rinque em que os atletas rolam sobre patins e usam um stick para conduzir uma bola e introduzi-la na baliza adversária para marcar um golo.
O hóquei em patins é jogado por cinco jogadores, quatro em campo e um guarda-redes. Neste desporto é utilizado o seguinte equipamento: patins (compostos por quatro rodas cada patim, tacão, chassi e bota), stick e bola. Como equipamento de proteção utiliza-se caneleiras, joelheiras, luvas e coquilha (para os homens e para mulheres) e no caso dos guarda-redes proteção de coxa, máscara para a cabeça, cotoveleiras, luvas e peito. As dimensões do rinque podem variar entre os 34 e os 44 metros de comprimento e entre os 17 e os 22 metros de largura.
O organismo máximo para esta modalidade a nível mundial é a World Skate, enquanto que a nível europeu temos a World Skate Europe – Rink Hockey, a nível americano, a World Skate America – Rink Hockey, a nível africano, a World Skate Africa – Rink Hockey, e a nível asiático e oceânico, a World Skate Asia – Rink Hockey e a World Skate Oceania – Rink Hockey.

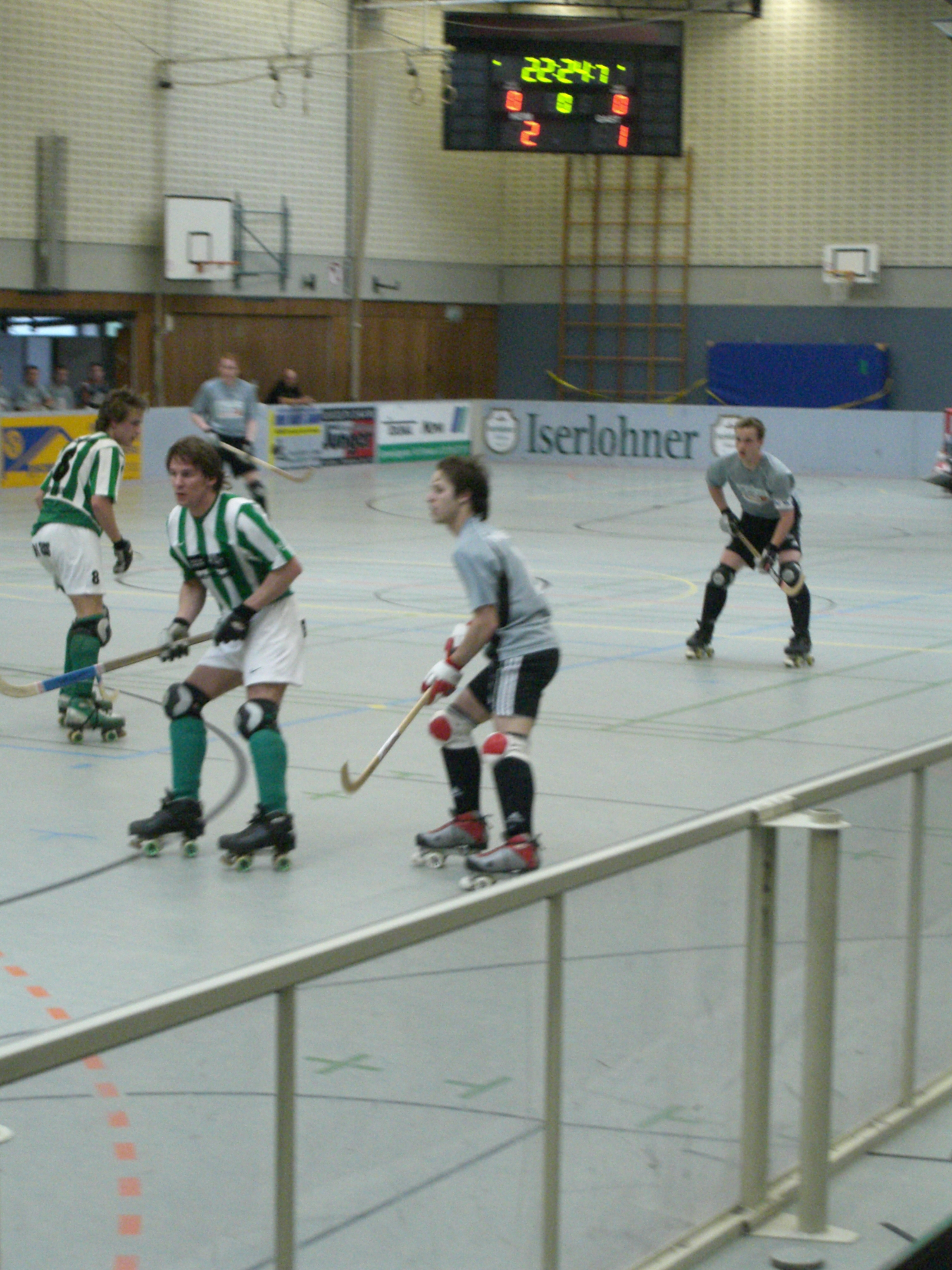

## História
As origens do hóquei são muito antigas. Foi encontrado um baixo-relevo egípcio que mostra um grupo de crianças a bater uma bola com um bastão não muito grosso. Em Atenas também foi encontrado um baixo-relevo da civilização clássica grega que representa vários jogadores em posição de jogar uma bola e a empunhar aléus (sticks). 
Em França, no fim da Idade Média, o jogo era conhecido por Crosse e por vezes chamavam-lhe Hoquet, o que, possivelmente, deu origem em inglês a Hockey. 
Outros autores defendem que o hóquei (de rodas e de gelo) constitui uma derivante do jogo Bandy, cujo termo em inglês designa cajado e que era praticado pelos Índios Americanos. 
E se o hóquei remonta à Antiguidade Pré-Clássica, a patinagem (deslizar em rodas) tem o seu aparecimento, segundo a existência de diversas gravuras, no início do século XII. 
A divulgação do primeiro patim de rodas é atribuída ao belga Joseph Merlin, mas foi a partir do jogo elástico do americano James Plympton (1850) que se deu a grande expansão da patinagem. 
Em Inglaterra começou a ser praticado em 1877, mas de uma forma competitiva e organizada só em 1905. Em 1949 passou a chamar-se Roller Hockey
Atualmente é praticado em cerca de 60 países e tem como principais potências Portugal, Espanha, Itália e Argentina.
Portugal, Espanha, Inglaterra, Itália e Argentina são  os países que detêm mais títulos europeus e mundiais no seu historial.
Praticado atualmente em cerca de trinta países, é principalmente apreciado em Portugal, Catalunha e um pouco na Galiza (Espanha), norte e oeste-centro de Itália e nas províncias argentinas de San Juan e Mendoza.

## Regulamentos e regras do jogo
Uma partida de hóquei em patins consiste em duas partes de 25 minutos cada (a World Skate deixa ao critério das Federações a possibilidade de decidirem o tempo de jogo das partidas que estas organizam), durante os quais duas equipas com cinco jogadores cada tentam marcar o maior número de golos possível. Os golos são marcados quando a bola, que só pode ser tocada com o stick, atravessa totalmente a linha de golo adversária.

### Ringue
O terreno de jogo, ou rinque, consiste numa pista retangular, de superfície plana e lisa, construída num material aprovado – madeira, cimento ou outros (polímeros) – e que permita uma boa utilização, em termos de aderência e deslizamento dos patins. Os jogos são geralmente disputados em pistas cobertas (pavilhão) embora no passado tenha sido frequentes as partidas disputadas ao ar livre.
As dimensões podem variar entre os 34 metros de comprimento por 17 metros de largura (mínimo) e os 44 metros de comprimento por 22 metros de largura (máximo).
O perímetro da pista de jogo é delimitado por uma vedação fechada (tabelas), com 1 metro de altura e tendo quatro cantos arredondados, de formato semicircular.

### Marcações
A pista de jogo contém as seguintes marcações específicas:
Área de grande penalidade ou área da baliza: De forma retangular e marcada em cada meia pista, a área de grande penalidade ou área de baliza está delimitada por quatro linhas de 9 m por 5,40 m;
Zona de proteção dos guarda-redes: Semicírculo – é demarcado a partir do seu centro, que está situado a meio da linha de golo da respetiva baliza – e vai de poste a poste;
Marca de grande penalidade ou penálti: Situa-se a meio da linha de área mais próxima do meio da pista a uma distância de 5,40 m do centro da linha de golo, no seu alinhamento perpendicular; 
Marca de livre direto: Marca em cada uma das meias pistas, a uma distância de 7,40 metros do centro da linha de golo, no seu alinhamento perpendicular;
Linha divisória de meia-pista;
Círculo central da pista;
Marca para início e reinício do jogo.

### Equipamentos necessários
Patins de rodas (geralmente de 4 rodas, dispostas em forma quadrangular), stick, calções e camisola desportiva, meias, material de proteção, como caneleiras, joelheiras e cotoveleiras e luvas e capacetes específicos para a proteção dos guarda-redes.

#### O stick
O stick  é geralmente feito de madeira podendo ser de plástico ou outro material que seja previamente aprovado pela World Skate, podendo variar entre os 0,90 m e 1,15 m e não podendo exceder os 0,500 kg.

#### A bola
A bola é fabricada em cortiça prensada e borracha vulcanizada, tendo um peso de 0,155 kg, com um perímetro de 23 cm.

### Regras do jogo
Os jogadores (com exceção do guarda-redes) só podem jogar a bola com o stick, não podendo levantar a bola a mais de 1,50 m de altura, excepção feita ao guarda-redes quando na sua área de penálti, ou quando a bola é alvo de ressalto num jogador, baliza ou tabelas.
Tal como os demais jogadores, o guarda-redes deve apoiar-se nos seus patins, podendo no entanto – enquanto permanecer na sua área de penálti – ajoelhar-se, sentar-se, deitar-se ou rastejar, podendo deter a bola com qualquer parte do seu corpo ou equipamento de proteção, mesmo que em contacto temporário com a pista.
Assim que uma equipa recuperar a posse de bola tem 10 segundos para passar para a zona ofensiva da pista (meia-pista adversária) e 45 segundos para rematar na direção da baliza. Durante este tempo, se a bola reentrar na área defensiva, a equipa dispõe de 5 segundos para voltar a colocar na meia-pista ofensiva. Em caso de infração a posse de bola passará para a equipa adversária.

### Infrações
Os árbitros principais devem interromper o jogo para a marcação de uma falta, excetuando as situações em que tenham de aplicar a “lei da vantagem”.
As infrações podem ser de origem técnica (englobam todas as infrações praticadas com origem na pista de jogo e que estão, essencialmente, relacionadas com o não-cumprimento das regras de jogo, como jogar a bola intencionalmente com o patim) não tendo punição disciplinar, ou infracções leves e faltas de equipa, de foro disciplinar.
As faltas leves e faltas de equipa são sancionadas com um livre indireto. As faltas de equipa são contabilizadas e quando atingirem as 10 faltas a equipa é punida com a marcação de um livre direto. Após a 10ª falta, a equipa será novamente punida sempre que for admoestada com mais 5 faltas.
Para as faltas graves ou muito graves existem as seguintes sanções:
Cartão azul – A suspensão temporária do jogo (2 minutos) por faltas graves ou interrupção de uma jogada de contra-ataque com potencial para golo. Durante este período, o jogador penalizado não é substituído, jogando a equipa em inferioridade numérica (situação designada de power-play), salvo se a sua equipa sofrer um golo contrário, podendo entrar um jogador que não o jogador expulso. Findo o período de 2 minutos, o jogador poderá voltar a ser utilizado sem restrições.
A amostragem do cartão azul, regra geral, tem como consequência a marcação de um livre direto (ou penálti caso a falta seja cometida na área) contra a equipa do infrator.
Cartão vermelho – A expulsão definitiva do jogo por faltas muitos graves que englobam os atos muito graves de indisciplina e por acumulação de cartões azuis (3), de que possam resultar violência ou danos graves, bem como as ações violentas que possam fazer perigar a integridade física de terceiros. O jogador sancionado não poderá voltar a participar no jogo e a sua equipa jogará em inferioridade numérica durante 4 minutos de maneira semelhante ao ocorrido na amostragem do cartão azul, incluindo a sanção técnica (livre direto ou penálti). 
A amostragem de cartão azul ou vermelho não é contabilizada como falta de equipa. Quando for mostrado simultaneamente a ambas equipas um cartão azul ou vermelho, os jogadores serão excluídos, sendo no entanto substituídos no imediato, não havendo lugar a power-play.

### Livre direto e grande penalidade (penálti)
A execução do penálti ou do livre direto terá de ser efetuada na meia-pista da equipa sancionada e nas marcas especificamente assinaladas para tal efeito.
Os jogadores que não têm intervenção na execução ou defesa da falta têm de colocar-se na outra meia-pista, dentro da área de penálti, só podendo movimentar-se após a bola ter sido tocada pelo jogador que executa o livre direto ou penálti.
Após a autorização do árbitro o jogador não pode demorar mais de 5 segundos a marcar o livre direto ou penálti.

### Golpe duplo
Tem lugar nas seguintes situações: bola presa nas redes da baliza, no lado de fora, bola presa pelo guarda-redes, sendo que este prende a bola de forma não-intencional e falta simultânea de jogadores de ambas as equipas na disputa de lance.

### Desconto de tempo
Cada equipa pode solicitar 2 descontos de tempo com a duração de um minuto e outro de 30 segundos em cada uma das partes do tempo regulamentar (no prolongamento de um jogo não podem ser concedidos descontos de tempo).